# Frederickton
Frederickton – miasto w Australii, w stanie Nowa Południowa Walia.